# Cantone di Falaise-Nord
Il Cantone di Falaise-Nord era una divisione amministrativa dell'arrondissement di Caen.
A seguito della riforma approvata con decreto del 17 febbraio 2014, che ha avuto attuazione dopo le elezioni dipartimentali del 2015, è stato soppresso.

## Composizione
Comprendeva parte della città di Falaise e i comuni di:
- Aubigny
- Bonnœil
- Bons-Tassilly
- Cordey
- Le Détroit
- Fourneaux-le-Val
- Les Isles-Bardel
- Leffard
- Les Loges-Saulces
- Martigny-sur-l'Ante
- Le Mesnil-Villement
- Noron-l'Abbaye
- Pierrefitte-en-Cinglais
- Pierrepont
- Pont-d'Ouilly
- Potigny
- Rapilly
- Saint-Germain-Langot
- Saint-Martin-de-Mieux
- Saint-Pierre-Canivet
- Saint-Pierre-du-Bû
- Soulangy
- Soumont-Saint-Quentin
- Tréprel
- Ussy
- Villers-Canivet